# Notsé
Notsé je grad u togoanskoj regiji Plateaux, sjedište prefekture Haho. Nalazi se na jugu države, 95 km sjeverno od Loméa. Važno je trgovačko središte. Naseljen je pretežno narodom Ewe. Lokalno stanovništvo bavi se poljoprivredom, posebice uzgojem ananasa.
Prema popisu iz 2005. godine, Notsé je imao 33.700 stanovnika, čime je bio osmi grad po brojnosti u državi.